# دین در اندونزی
دین در اندونزی (۲۰۱۸)

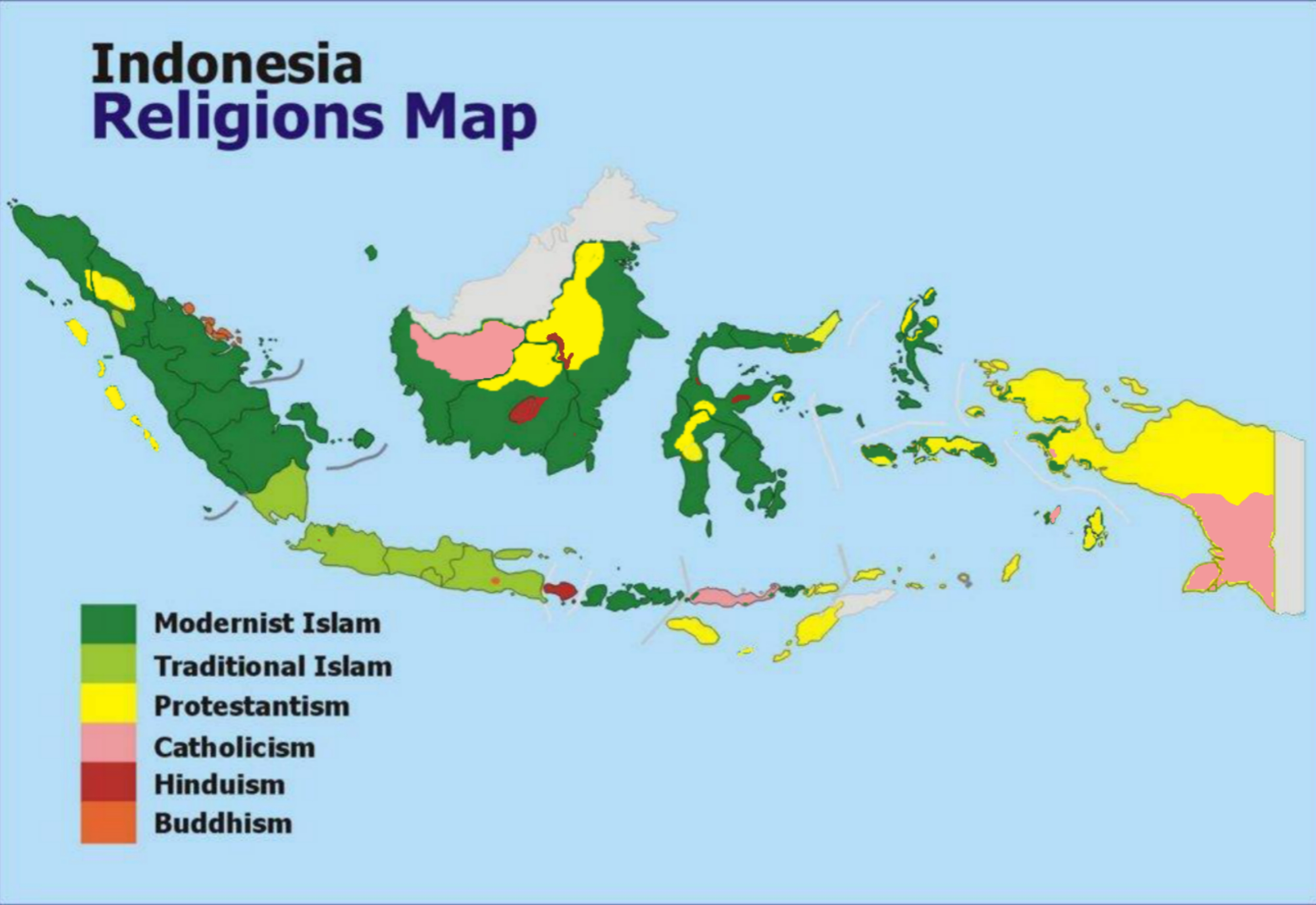
دین اصلی هر ناحیه

دین در اندونزی، چند دین مختلف در اندونزی به فعالیت مشغول هستند و در واقع کشور یک دولت سکولار است. اندونزی به‌طور رسمی یک نظام ریاست جمهوری و یک حکومت یکپارچه است. اندونزی دارای بیشترین جمعیت مسلمان است اصل اول بنیاد فلسفی اندونزی، پانچاسیلا، شهروندان را ملزم به اذعان «خدای یکتا و قادر مطلق» می‌کند. بدین ترتیب، خداناباوران در اندونزی تبعیض رسمی در زمینه ثبت تولد و ازدواج و صدور کارت شناسایی را تجربه می‌کنند. اضافه بر این، استان آچه به صورت رسمی احکام اسلام را اجرا می‌کند و به خاطر اقدامات تبعیض آمیز خود نسبت به اقلیت‌های مذهبی و جنسی، زبانزد است. هم چنین جنبش‌های اسلام‌گرایی و بنیادگرایی اسلامی در چند بخش از کشور با اکثریت قاطع مسلمانان وجود دارند.